# Засс (дворянство)
Засс (нем. Saß) — русский баронский род.

## Происхождение и история рода
Происходит из Вестфалии, откуда предки его в начале XV века переселились в Прибалтику. К этому роду принадлежат Андрей и Григорий Засс. 

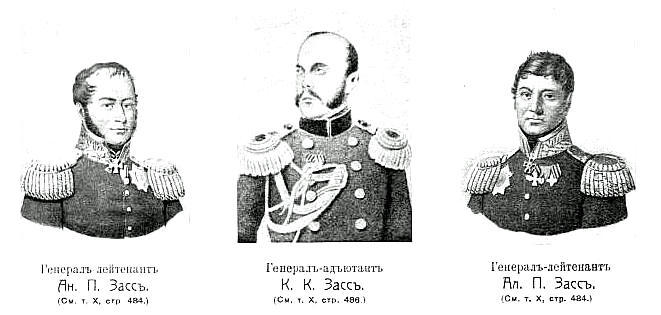
Зассы

Члены этого рода в Высочайших приказах, грамотах на ордена, патентах на чины и других официальных документах, начиная с 1815 года именованы баронами. Определением Правительствующего Сената, от 10 июня 1853 и 28 февраля 1862 годов, за курляндской дворянской фамилией фон-Засс, внесенной также в дворянский матрикул острова Эзель, признан баронский титул.
Род баронов Засс внесён в матрикулы курляндского, лифляндского и эзельского дворянства.

## Известные представители
- Засс, Александр:[править]  -  Засс, Александр Павлович (1782—1843) — участник русско-турецкой войны 1806—1812 гг. и Наполеоновских войн.
  -  Засс, Александр Иванович (псевдоним «Самсон», 1888—1962) — российский спортсмен; силач, артист цирка.
- Засс, Андрей:[править]  -  Засс, Андрей Андреевич (1770—1830) — генерал, участник Наполеоновских войн.
  -  Засс, Андрей Павлович (1753—1815) — барон, генерал-лейтенант, участник Наполеоновских войн.
- Засс, Григорий Христофорович (1797—1883) — барон, генерал от кавалерии, участник Кавказской войны, основатель города Армавир.
- Засс, Катрин (род. 1956) — немецкая актриса
- Засс, Корнилий:[править]  -  Засс, Корнилий Александрович (1760—1822) — русский военный инженер
  -  Засс, Корнилий Корнилиевич (1793—1857) — русский генерал, участник походов: Польского 1831 года и Венгерского 1849 года.
- Засс, Леннарт (род. 2000) — немецкий парадзюдоист.
- Епископ Нестор (в миру Николай Павлович Засс; 1825—1882) — епископ Русской православной церкви, епископ Алеутский и Аляскинский.
- Засс, Ростислав Васильевич (1940—1999) — русский и украинский поэт, прозаик, публицист.
- Засс, Фридрих Петрович (1826—1896) — барон, генерал от инфантерии.